# Energía en la Región de Murcia
Iberdrola es la empresa que presta el servicio de distribución de electricidad en la Región de Murcia.
DEGESCO es la asociación regional que agrupa a setenta gasolineras independientes.

## Electricidad renovable
En España, las renovables aportan el 40 por ciento de electricidad.
La Región de Murcia es una de las comunidades más desprovistas en caso de problemas debido al pobre desarrollo de su red de energías renovables, según Red Eléctrica Española (REE):
- La Comunidad genera poca energía eólica. Dispone de una potencia de 140 megavatios en los seis parques eólicos instalados en el Altiplano, propiedad de Iberdrola Renovables. Tiene 140 MW de potencia repartidos entre seis parques eólicos, estos son Buey (19,6 MW), Gavilanes (22,5 MW), Gavilanes II, (15,3 MW), Almendros (20 MW), Almendros II (28 MW)[4] y Reventones (34 MW).[5]
- Con 280 instalaciones solares fotovoltaicas, se sitúa entre los primeros lugares del ranking autonómico, que encabeza Castilla-La Mancha con 791 instalaciones. Le siguen Andalucía, Castilla y León, Extremadura y Murcia.

## Centrales térmicas
La Región de Murcia cuenta con las centrales eléctricas de ciclo combinado de El Fangal, de 1.200 MW (propiedad de GDF Suez y AES Corporation), Cartagena - Gas Natural (de 1200 MW, propiedad de Gas Natural Fenosa) y Escombreras, de 815 MW, que es propiedad de Iberdrola. Todas ellas están situadas en el término municipal de Cartagena.
| Central                 | Año de puesta en funcionamiento | Expiración de la licencia | Propietario/gestor | Potencia MW |
| Cartagena - Gas Natural | 2006                            |                           | Gas Natural Fenosa | 1200        |
| Escombreras             | 2005                            |                           | Iberdrola          | 831         |
| El Fangal               | 2007                            |                           | GDF Suez           | 1200        |
| Total                   | —                               | —                         | —                  | 3231        |